# Niziny (opera)
Niziny (Tiefland) – dwuaktowa opera z muzyką napisną przez Eugena d’Alberta do libretta Rudolfa Lothara.

## Osoby
- Sebastiano, bogaty chłop – baryton
- Tommaso, wójt – bas
- Moruccio, parobek – baryton
- Marta, kochanka Sebastiana – mezzosopran
- Nuri – sopran
- Pepa – sopran
- Antonina – sopran
- Rozalia – alt
- Pedro, pasterz – tenor
- Nando, pasterz – tenor
- Proboszcz

## Treść
Miejsce akcji: Pireneje, XX wiek.
Sebastiano chce, aby Pedro poślubił jego kochankę, Martę. Pedro nie wie o związku łączącym jego przyszłą żonę i aktualnego chlebodawcę. Sebastiano zaś chce się bogato ożenić, gdyż popadł w długi. Pedro zgadza się i szybko dochodzi do ślubu. Sebastiano chciał potajemnie spędzić noc poślubną z Martą. Ona jednak w ostatniej chwili podejmuje decyzję, że spędzi ją ze swoim mężem i już nie będzie więcej ulegać Sebastianowi. Pedro dowiaduje się prawdy o przyczynach szybkiego ślubu. Kłóci się z żoną. Sytuacja wyjaśnia się szybko. Marta zapewnia Pedra o swoim uczuciu i małżonkowie się godzą. Po kłótni z Sebastianem, Pedro zabija go i odchodzi z żoną.

## Historia utworu
Libretto zostało oparte na tekście Angela Guimery.
Prapremiera miała miejsce w Nowym Teatrze Niemieckim (obecnie Opera Państwowa) w Pradze w 1903 roku. Pierwsze polskie wykonanie odbyło się w marcu 1911 roku Operze Warszawskiej.